# 真宁公主 (后梁)
真宁公主，后梁公主，是中国五代十国后梁太祖朱温之女。
她的姐姐安阳公主、金华公主嫁给罗廷规（魏博节度使罗绍威的大儿子），长乐公主嫁赵岩（赵犨的儿子），普宁公主嫁王昭祚（王镕的儿子）。她在乾化三年（913年）十月初五日被兄长末帝朱友贞封为真宁公主。史书没有记载真宁公主是否下嫁。